# Maxi-Man
Maxi-Man è il nome di due eroi della DC Comics. Il primo fu creato da Len Wein e Joe Phillips e comparve per la prima volta in Mister Miracle vol. 2 n. 9 (1989). Il secondo fu creato da Jodi Picoult e Drew Johnson e comparve per la prima volta in Wonder Woman vol. 3 n. 6 (2007).

## Biografia del personaggio

### Henry Hayes
Henry Heyes lavorò in un'agenzia di successo. Dopo che fu licenziato, sua moglie prese il loro figlio e lo lasciò. Hayes visse passivamente la sua vita fino alla detonazione di una gene bomba aliena. Fu portato di corsa in ospedale, dove gli fu iniettata accidentalmente una dose letale di adrenalina. Invece di morire, Hayes ottenne super forza, super velocità e resistenza super umana. Decise così di diventare il supereroe Maxi-Man.
Maxi-Man fu inizialmente un insuccesso, forse per il fatto che fu eclissato dagli altri eroi, e decise di trasferirsi in una piccola città. Sfortunatamente per Maxi-Man, scelse Bailey, New Jersey, la nuova casa di Mister Miracle II. Durante il primo disastro, Miracle riuscì a risolvere la situazione prima che Maxi-Man potesse intervenire. Deciso a far lasciare la città a Miracle, Maxi-Man decise di scontrarsi con lui al loro prossimo incontro. Mister Miracle evitò il combattimento e lo fece sembrare stupido. Così facendo, Maxi-Man divenne ancora più furioso finché non intervenne la folla. Imparando una valida lezione a proposito dell'eroismo, Maxi-Man decise di lavorare di più sulle sue abilità.
Non rimase all'oscuro a lungo. Presto si unì alla corporazione di eroi di Booster Gold, i Conglomerati. Oltre a combattere il crimine, Maxi-Man e la sua squadra divennero una corporazione da sponsor. Hayes comparve personalmente in una pubblicità per Danielle Foods, una compagnia che si occupava della cura dei prati e una divisione della LexCorp. Partecipò al colpo di Stato di San Sebor. Sebbene il governante fosse un tiranno, alcuni dei compagni di Hayes protestò contro la natura della missione. La Justice League tentò di arrestare la squadra per questo, ma decisero di discutere con loro prima di passare alle maniere forti. Maxi-Man ed il suo gruppo furono messi in pericolo quando uno dei loro collegamenti, Thrunctuous, lavorò illegalmente con Hector Hammond, per creare un nuovo supereroe che avrebbe ucciso i Conglomerati. Thrunctuous e il supereroe, un mostro senza mente, morirono entrambi nella lotta conseguente. La squadra sopravvisse alla cattiva pubblicità e lavorò con la Justice League International per "salvare il mondo". Il gruppo presto decise di non seguire più le idee, spesso illegali, dei loro sponsor, e divennero una branca della League. Poco dopo, Maxi-Man lasciò il gruppo.
Maxi-man fu sempre condierato all'antica dai suoi colleghi. Il suo modo di parlare era fuori moda da decenni. Invece di considerare l'idea di rimuovere il leader di San Sebor, dichiarò il suo amore per gli eroi patriottici, incluso il Generale Glory. Successivamente affermò che il suo film preferito è Mr. Deeds Goes to Town (È arrivata la felicità), un film di Frank Capra.

### Morte
Tuttavia, Maxi-Man non si ritirò e continuò la sua carriera di eroe finché non fu catturato da Roulette e costretto a combattere nella sua arena. Apparentemente, fu ucciso, e la sua immagine fu appesa tra quelle degli altri combattenti caduti.

### Il successore di Maxi-Man
Un nuovo Maxi-Man comparve sulle scene. Questo secondo Maxi-Man divenne un eroe dopo aver vinto un reality show e possedeva tutti i poteri dell'originale. Fece una comparsa pubblica in un parco a tema, guardato dagli agenti governativi Nemesis e Diana Prince, alias Wonder Woman. Detriti da un bicchiere difettoso lo mise fuori gioco. Nemesis salvò lui, mentre Wonder Woman salvò alcuni presenti sul luogo.